# Melanotes moraesi
Melanotes moraesi är en insektsart som beskrevs av Desutter-grandcolas 1993. Melanotes moraesi ingår i släktet Melanotes och familjen syrsor. Inga underarter finns listade i Catalogue of Life.